# Anthony Hurd
Anthony Richard Hurd (2 mai 1901 - 12 février 1966) est un homme politique britannique et ancien député conservateur de Newbury.

## Carrière
Hurd est élu pour la première fois dans la circonscription de Newbury aux élections générales de 1945 et remporte chaque élection successive à Newbury jusqu'à son départ aux élections générales de 1964. Il est fait chevalier pour son service politique en 1959.
Le 24 août 1964, il est créé pair à vie comme baron Hurd, de Newbury dans le comté royal de Berkshire et siège à la Chambre des lords. Il est décédé deux ans plus tard à l'âge de 64 ans.

## Famille
Son père, Sir Percy Hurd, est député de Devizes, son frère est l'architecte Robert Hurd (en)  son fils, Douglas Hurd est député du Mid-Oxfordshire et ancien ministre des Affaires étrangères. Son petit-fils, Nick Hurd est député de Ruislip Northwood et Pinner de 2005 à 2019.
Hurd épouse le 26 septembre 1928 Stephanie Frances Corner, fille d'Edred Moss Corner, qui est membre du Collège royal des chirurgiens (FRCS) et ils ont trois enfants.
- Douglas Hurd, baron Hurd de Westwell (1930-), homme politique conservateur britannique qui sert dans les gouvernements de Margaret Thatcher et John Major de 1979 à 1995.
- John Julian Hurd (1932-1951)
- Stephen Anthony Hurd (1933-2019)